# لوك كوربيت
لوك كوربيت (بالإنجليزية: Luke Corbett) (10 أغسطس 1984 في المملكة المتحدة - ) هو لاعب كرة قدم بريطاني في مركز الهجوم. لعب مع نادي هدنسفورد تاون وHalesowen Town F.C. ‏ ونادي ووستر سيتي ونادي تشيلمسفورد وWeston-super-Mare A.F.C. ‏ ونادي ليمنجتون وMangotsfield United F.C. ‏ ونادي باث سيتي ونادي غلوستر سيتي وBedworth United F.C. ‏ ونادي تشيلتنهام تاون لكرة القدم وBishop's Cleeve F.C. ‏ وCirencester Town F.C. ‏ وEvesham United F.C. ‏.

## وصلات خارجية
- لوك كوربيت على موقع Soccerbase.com (لاعب) (الإنجليزية)